# Shirwal
Shirwal é uma vila no distrito de Satara, no estado indiano de Maharashtra.

## Geografia
Shirwal está localizada a 18° 08′ N, 73° 59′ L. Tem uma altitude média de 603 metros (1978 pés).

## Demografia
Segundo o censo de 2001, Shirwal tinha uma população de 11,887 habitantes. Os indivíduos do sexo masculino constituem 52% da população e os do sexo feminino 48%. Shirwal tem uma taxa de literacia de 72%, superior à média nacional de 59.5%: a literacia no sexo masculino é de 78% e no sexo feminino é de 66%. Em Shirwal, 13% da população está abaixo dos 6 anos de idade.